# آرژیلیت

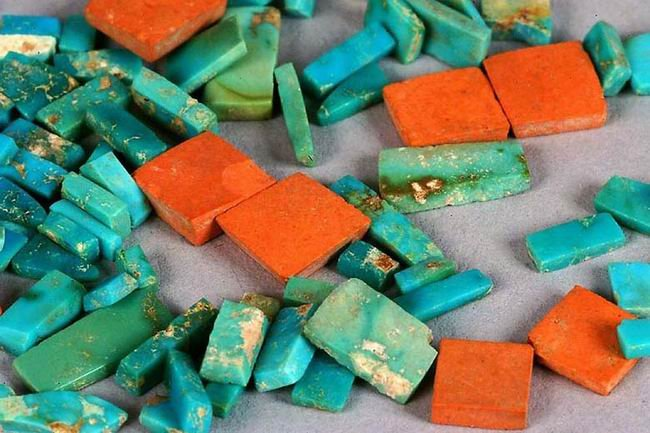
مجموعه‌ای از آرژیلیت فیروزه‌ای و نارنجی در پارک ملی تاریخی فرهنگ چاکو

آرژیلیت (به انگلیسی: argillite) گونه‌ای سنگ دگرگونی ریزدانه است و عمدتاً از ذرات رس سفت تشکیل شده‌است. آنها معمولاً دارای مقادیر متغیری از ذراتِ با اندازه سیلت هستند.
این سنگ فشرده از گلسنگ یا شیل حاصل شده‌است و سخت‌شدگیِ بیشتری نسبت به گلسنگ یا شیل داشته، اما لامیناسیون آن کمتر از این دو می‌باشد.